# Zenas King Bowstring Bridge
 (décembre 2021).
Le Zenas King Bowstring Bridge est un pont bow-string américain situé à Sidney, dans le comté de Shelby, dans l'État de l'Ohio. Il permet au Benjamin Trail de franchir le lac Amos, au sein du Tawawa Park. Il est inscrit au Registre national des lieux historiques depuis le 29 novembre 2021.